# Östanlid
Östanlid var ett tuberkulossjukhus (sanatorium) i Jakobstad.
Östanlid, som tillhörde Vasa tuberkulosdistrikt, invigdes 1941 i en sanatoriebyggnad uppförd enligt ritningar av arkitekten Ragnar Wessman. Sedan tuberkulosen övervunnits blev Östanlid 1970 en del av Vasa centralsjukhus, som monterade ned verksamheten på 1990-talet och tömde sjukhuset 2003. Sistnämnda år inköptes Östanlid av Samfundet Folkhälsan, som inrättade det till ett centrum för vård, rehabilitering, boende och hälsofrämjande i norra svenska Österbotten. De första långvårdspatienterna flyttade in 2004.